# Oktoberhervormingen

Het resultaat van de oktoberhervormingen. De volksvertegenwoordiging in de Rijksdag bepaalde nu mee wie de regeringsleider werd (Rijkskanselier) en kon deze ook ontslaan. Het staatshoofd (de keizer) had daarover niet meer alleen alle zeggenschap.

De oktoberhervormingen waren een aantal wets- en grondwetswijzigingen in het Duitse Keizerrijk. Deze vonden plaats op 25 en 26 oktober 1918, aan het eind van de Eerste Wereldoorlog. Het doel van deze hervormingen was om aan het parlement, de Rijksdag, meer rechten te verlenen. In het bijzonder ging het om het expliciete recht om de rijkskanselier (de regeringsleider) aan te wijzen en te ontslaan. Verder kreeg de Rijksdag de mogelijkheid om het leger beter te controleren. Hiermee werden belangrijke hervormingen ingezet richting een volledige constitutionele monarchie in het Duitse Keizerrijk.
Al sinds het voorjaar van 1917 was er een debat over een verdere hervorming van het semi-constitutionele regeringsstelsel aan de gang. Voor dit debat op gang kwam had de aristocratie en de keizer nog heel veel zeggenschap over het beleid en het bestuur van Duitsland. De volksvertegenwoordiging in de Rijksdag had betrekkelijk weinig invloed en de heersende aristocratische elite blokkeerde steeds voorgestelde wijzigingen om het keizerrijk meer te democratiseren die de volksvertegenwoordiging geregeld indiende, uit angst hun privileges te verliezen. De Amerikaanse regering, een van de belangrijkste tegenstanders in de oorlog, vond deze hervormingen echter nodig om vrede te sluiten. Deze eis was daardoor doorslaggevend. Omdat iets meer dan twee weken later het keizerrijk eindigde waren de hervormingen van weinig praktisch belang. Na de novemberrevolutie, waarbij de keizer werd afgezet en de monarchie afgeschaft, (vanaf 9 november) kreeg Duitsland de grondwet van de Weimarrepubliek (11 augustus 1919) en werd Duitsland een volwaardige, maar onstabiele democratie die uiteindelijk door Adolf Hitler ten val zou worden gebracht.